# 弗朗库尔维尔
弗朗库尔维尔（法語：Francourville，法語發音：[fʁɑ̃kuʁvil]）是法国厄尔-卢瓦省的一个市镇，位于该省中东部，属于沙特尔区。

## 地理
弗朗库尔维尔（48°24'16"N, 1°39'40"E）面积18.46 平方千米，位于法国中央-卢瓦尔河谷大区厄尔-卢瓦省，该省份为法国北部内陆省份，北起顺时针与厄尔省、伊夫林省、埃松省、卢瓦雷省、卢瓦-谢尔省、萨尔特省和奧恩省接壤。
与弗朗库尔维尔接壤的市镇（或旧市镇、城区）包括：苏尔、瓦斯。
弗朗库尔维尔的时区为UTC+01:00、UTC+02:00（夏令时）。

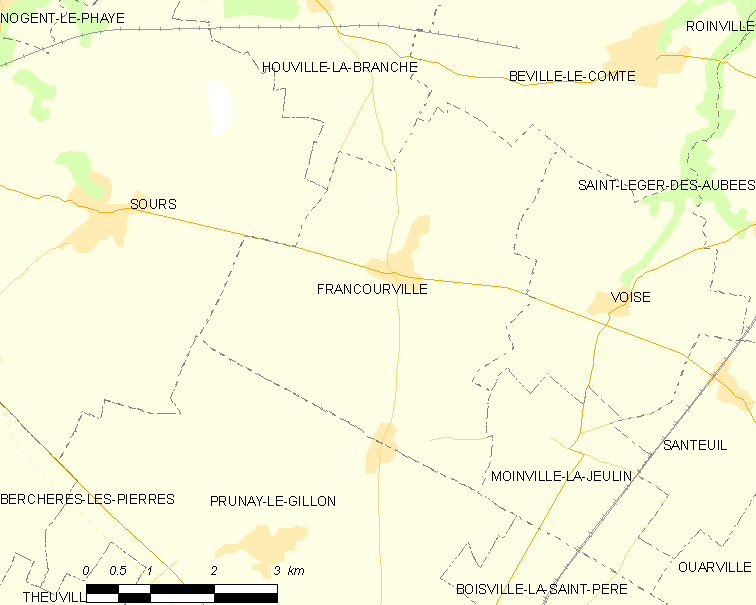
弗朗库尔维尔的OSM定位图

## 行政
弗朗库尔维尔的邮政编码为28700，INSEE市镇编码为28160。

## 政治
弗朗库尔维尔所属的省级选区为欧诺县。

## 交通
厄尔-卢瓦省省道D130线、D134线和D919线在境内交汇。

## 人口

1962-2008年间弗朗库尔维尔人口变化图示

弗朗库尔维尔于2022年1月1日时的人口数量为930人。